# Liste der Lieder von Alltheniko
Dies ist eine Liste der Lieder der italienischen Heavy-Metal-Gruppe Alltheniko. Sie ist alphabetisch sortiert und berücksichtigt alle auf Studioalben und Demoaufnahmen und Samplern veröffentlichten Lieder.
Album: Nennt das Album, auf dem das Lied erschien.

## Die Lieder

### #
| Titel | Autoren    | Album                                       | Jahr |
| 2066  | Alltheniko | Back In 2066 (Three Head Mutant Chronicles) | 2012 |

### A
| Titel                       | Autoren                                    | Album                | Jahr |
| Ace Of Spades (Motörhead)   | Lemmy Kilmister, Eddie Clarke, Phil Taylor | We Will Fight!       | 2007 |
| Alltheniko “We Will Fight!” | Alltheniko                                 | We Will Fight!       | 2007 |
| Alltheniko (We Will Fight)  | Alltheniko                                 | Sound of Rust        | 2003 |
| Army Of Nerds               | Alltheniko                                 | Make A Party In Hell | 2010 |
| Army Of Nerds               | Alltheniko                                 | Millennium Re-Burn   | 2011 |

### B
| Titel                   | Autoren    | Album                                       | Jahr |
| Back From The Otherside | Alltheniko | Back In 2066 (Three Head Mutant Chronicles) | 2012 |
| Bastards Rabbles        | Alltheniko | Back In 2066 (Three Head Mutant Chronicles) | 2012 |
| Broken Wings            | Alltheniko | Make A Party In Hell (Promo)                | 2010 |
| Broken Wings            | Alltheniko | Millennium Re-Burn                          | 2011 |

### C
| Titel                | Autoren    | Album          | Jahr |
| Carcass              | Alltheniko | We Will Fight! | 2007 |
| Coming Soon          | Alltheniko | Extermination  | 2004 |
| Coming Soon          | Alltheniko | We Will Fight! | 2007 |
| Crawling In The Dark | Alltheniko | Sound of Rust  | 2003 |
| Criminal Mind        | Alltheniko | Extermination  | 2004 |
| Criminal Mind        | Alltheniko | We Will Fight! | 2007 |
| Cruel Hunter         | Alltheniko | Animal Thing   | 2002 |

### D
| Titel                      | Autoren    | Album                                       | Jahr |
| Dance Of Mutant Knight     | Alltheniko | Back In 2066 (Three Head Mutant Chronicles) | 2012 |
| Dead Brain (Extermination) | Alltheniko | We Will Fight!                              | 2007 |
| Denier                     | Alltheniko | Italian History VI                          | 2017 |
| Devasterpiece (Intro)      | Alltheniko | Devasterpiece                               | 2008 |

### E
| Titel         | Autoren    | Album              | Jahr |
| Emblema       | Alltheniko | Italian History VI | 2017 |
| Erased        | Alltheniko | Devasterpiece      | 2008 |
| Extermination | Alltheniko | Extermination      | 2004 |

### F
| Titel             | Autoren    | Album               | Jahr |
| Fast And Glorious | Alltheniko | Fast And Glorious   | 2014 |
| Feel the Power    | Alltheniko | Heavy Metal Killers | 2009 |
| Feel The Power    | Alltheniko | Devasterpiece       | 2008 |

### H
| Titel                   | Autoren    | Album                                       | Jahr |
| Harold Will Survive     | Alltheniko | Millennium Re-Burn                          | 2011 |
| Heavy Tosko             | Alltheniko | Animal Thing                                | 2002 |
| Hide In The Dark        | Alltheniko | Millennium Re-Burn                          | 2011 |
| Holy War, Holy Fighters | Alltheniko | Fast And Glorious                           | 2014 |
| Horizon                 | Alltheniko | Back In 2066 (Three Head Mutant Chronicles) | 2012 |

### I
| Titel                    | Autoren    | Album              | Jahr |
| I'm A Fuckin' Zombie     | Alltheniko | Devasterpiece      | 2008 |
| In The Name Of The Cross | Alltheniko | Millennium Re-Burn | 2011 |
| Italian History VI       | Alltheniko | Italian History VI | 2017 |

### J
| Titel             | Autoren    | Album        | Jahr |
| Johnny Is Running | Alltheniko | Animal Thing | 2002 |

### K
| Titel        | Autoren    | Album             | Jahr |
| Kaiser Steel | Alltheniko | Fast And Glorious | 2014 |

### L
| Titel                     | Autoren    | Album                                       | Jahr |
| Land Of Salvation (Intro) | Alltheniko | Back In 2066 (Three Head Mutant Chronicles) | 2012 |
| Law Of The Stronger       | Alltheniko | Devasterpiece                               | 2008 |
| Like a Fake               | Alltheniko | Italian History VI                          | 2017 |

### M
| Titel              | Autoren    | Album                        | Jahr |
| Man On The Edge    | Alltheniko | Italian History VI           | 2017 |
| Masterful Man      | Alltheniko | Make A Party In Hell (Promo) | 2010 |
| Masterful Man      | Alltheniko | Millennium Re-Burn           | 2011 |
| Metal Lord         | Alltheniko | Make A Party In Hell (Promo) | 2010 |
| Metal Lord         | Alltheniko | Millennium Re-Burn           | 2011 |
| Metal Unchained    | Alltheniko | Devasterpiece                | 2008 |
| Millennium (Intro) | Alltheniko | Millennium Re-Burn           | 2011 |

### N
| Titel           | Autoren    | Album                                       | Jahr |
| New Worlds Hero | Alltheniko | Back In 2066 (Three Head Mutant Chronicles) | 2012 |
| No More Fear    | Alltheniko | Millennium Re-Burn                          | 2011 |

### O
| Titel            | Autoren    | Album        | Jahr |
| One Time To Live | Alltheniko | Animal Thing | 2002 |

### P
| Titel                    | Autoren    | Album              | Jahr |
| Pain To Play             | Alltheniko | Italian History VI | 2017 |
| Power And The Glory IUWS | Alltheniko | Fast And Glorious  | 2014 |
| Power To Rebel           | Alltheniko | Fast And Glorious  | 2014 |
| Propaganda               | Alltheniko | Italian History VI | 2017 |

### R
| Titel             | Autoren    | Album                                       | Jahr |
| Re-Burn           | Alltheniko | Millennium Re-Burn                          | 2011 |
| Respect And Fight | Alltheniko | Italian History VI                          | 2017 |
| Riders To Raven   | Alltheniko | Back In 2066 (Three Head Mutant Chronicles) | 2012 |
| Rise And Fall     | Alltheniko | Devasterpiece                               | 2008 |

### S
| Titel                           | Autoren    | Album                                       | Jahr |
| Scream For Exciter              | Alltheniko | Fast And Glorious                           | 2014 |
| Sound of Rust                   | Alltheniko | Sound of Rust                               | 2003 |
| Sound Of Rust                   | Alltheniko | We Will Fight!                              | 2007 |
| Sound of Rust                   | Alltheniko | Masterpiece Vol. 4                          | 2007 |
| Spirit Of The Highway           | Alltheniko | Make A Party In Hell (Promo)                | 2010 |
| Spirit Of The Highway           | Alltheniko | Millennium Re-Burn                          | 2011 |
| Spirit Of War                   | Alltheniko | Fast And Glorious                           | 2014 |
| Strong Commandos In Black Tanks | Alltheniko | We Will Fight!                              | 2007 |
| Struggle Till The Sunset        | Alltheniko | Back In 2066 (Three Head Mutant Chronicles) | 2012 |
| Sufferman                       | Alltheniko | We Will Fight!                              | 2007 |

### T
| Titel                   | Autoren    | Album                                            | Jahr |
| Tank Of Death           | Alltheniko | Fast And Glorious                                | 2014 |
| The Arenas God          | Alltheniko | Fast And Glorious                                | 2014 |
| The Curse (Omen)        | Omen       | All Fear the Axeman - An Italian Tribute to Omen | 2012 |
| The Evil Forces         | Alltheniko | Devasterpiece                                    | 2008 |
| The Godfather           | Alltheniko | Devasterpiece                                    | 2008 |
| The Inner Self          | Alltheniko | Millennium Re-Burn                               | 2011 |
| The Silent Priest       | Alltheniko | Sound of Rust                                    | 2003 |
| The Silent Priest       | Alltheniko | Extermination                                    | 2004 |
| The Silent Priest       | Alltheniko | We Will Fight!                                   | 2007 |
| Thrash All Around       | Alltheniko | Extermination                                    | 2004 |
| Thrash All Around       | Alltheniko | We Will Fight!                                   | 2007 |
| Thunder and Steel       | Alltheniko | Kill ’Em All                                     | 2008 |
| Thunder And Steel       | Alltheniko | Devasterpiece                                    | 2008 |
| Ticket For The Fireball | Alltheniko | Back In 2066 (Three Head Mutant Chronicles)      | 2012 |

### W
| Titel                    | Autoren    | Album                                       | Jahr |
| Waste Of Time            | Alltheniko | Italian History VI                          | 2017 |
| We Will Fight            | Alltheniko | Extermination                               | 2004 |
| Wheel Of Fortune         | Alltheniko | We Will Fight!                              | 2007 |
| When This Demon’s Coming | Alltheniko | Devasterpiece                               | 2008 |
| Will The Night           | Alltheniko | Back In 2066 (Three Head Mutant Chronicles) | 2012 |